# 卢顿
盧頓（發音：/ˈluːtən/），英國英格蘭東部區域貝德福德郡最大的鎮，英格蘭的單一管理區、自治市鎮、非都市區（3個地位都屬二級行政區─區級）。工黨在市議會佔過半數。盧頓以南51公里（32英里）達英國首都倫敦。
盧頓與鄰近的鄧斯特布爾、霍頓里吉斯組成集合城市─盧頓/鄧斯特布爾市區（Luton/Dunstable Urban Area），人口共計230,000。倫敦-盧頓機場、盧頓足球俱樂部、佛賀汽車（英語：Vauxhall Motors）總部、貝德福德郡大學都座落於盧頓。
每逢五月下旬的銀行假日舉辦的盧頓狂歡節（英語：Luton Carnival）是歐洲最大型的狂歡節。

## 歷史

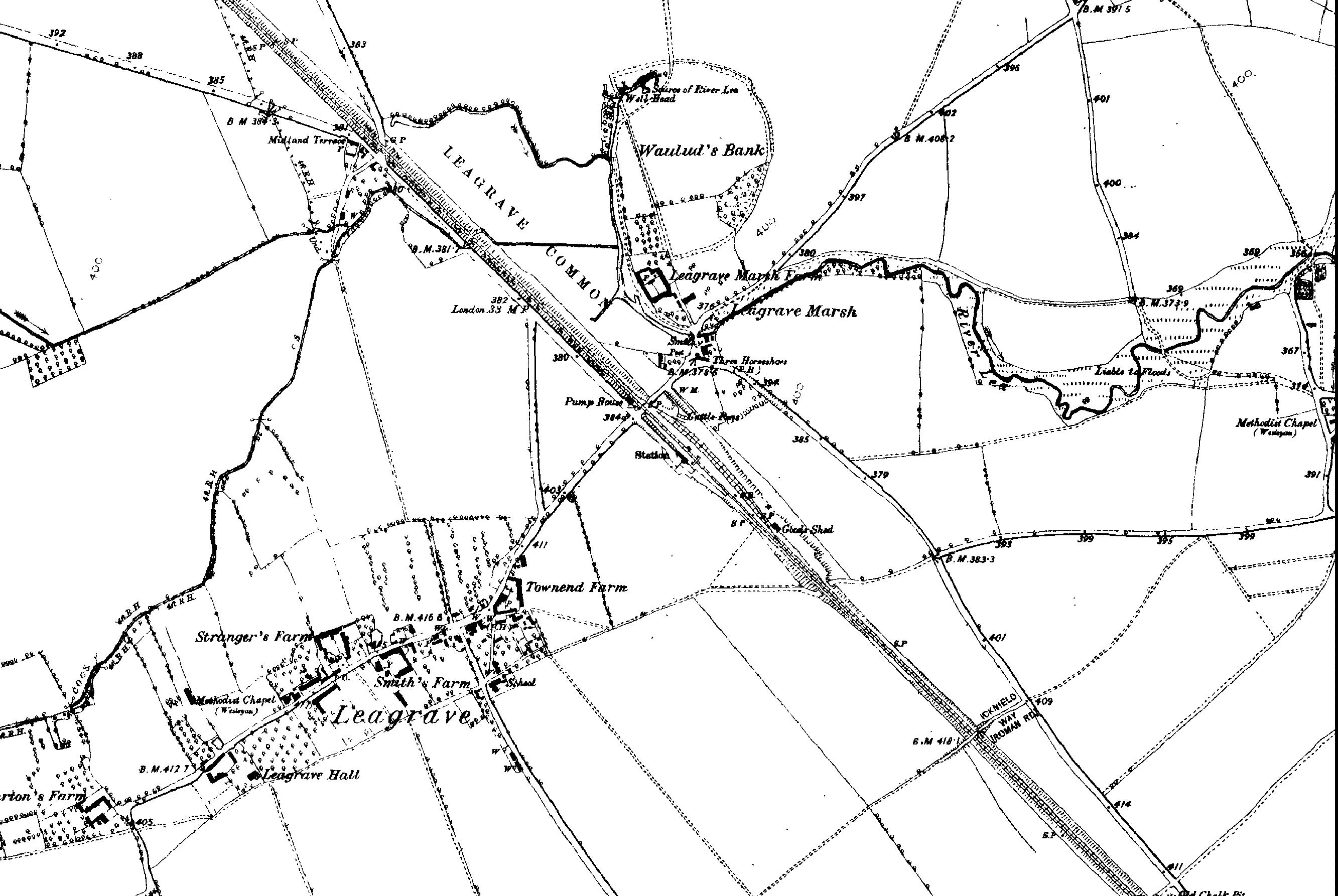
Waulud's Bank位置圖

在Round Green and Mixes Hill發現的營地遺蹟，證明盧頓的歷史可追索至舊石器時代（250萬年前）。考古學家在利格雷夫（Leagrave）找到線索證明冰河時期結束後、中石器時代（前8000年）開始不久，已有人定居盧頓。新石器時代（當地的前4500－2500年）的遺蹟比中石器時代的更多，尤其是墳墓都集中於Galley Hill。利格雷夫的「Waulud's Bank」建於前3000年，有英格蘭在新石器時代的典型建築結構「Henge」。

## 地方沿革

### －1930年代
《1894年地方政府法案》在1894年4月1日生效，全數廢除574個鄉衛生區（Rural sanitary district）、688個鎮衛生區（Urban sanitary district），分別由新設的鄉區、鎮區取締（不過，鄉區、鎮區的數量自新設後不斷減少，至1974年被都市區、非都市區全數取締）。以現今盧頓為例，盧頓鄉衛生區被廢除，新設盧頓鎮區；萊頓巴澤德鄉衛生區被廢除，新設伊頓佈雷鎮區，於1933年併入盧頓鎮區。
《1933年地方政府法案》規定英格蘭的一級地方政府分為行政郡（包括貝德福德郡）或郡自治市鎮2種，而行政郡下轄的次級行政區必須是非郡自治市鎮（non-county borough）、鎮區（urban district）或鄉區（rural districts）3種，所以貝德福德郡產生了3個非郡自治市鎮，其一是盧頓（其餘2個包括：貝德福德、鄧斯特布爾）。

### 1940－1960年代

#### 地方政府邊界委員會
1948年4月，地方政府邊界委員會完成英格蘭行政區劃、威爾斯行政區劃的改革報告。委員會不建議改動貝德福德郡的郡界，但建議把由盧頓升格為「多用途郡自治市鎮」（Most-purpose county borough）。英國政府暫未採納其建議。《1949年地方政邊界委員會（解散）法案》（Local Government Boundary Commission (Dissolution) Act 1949）在1949年生效，委員會被廢除。法案）。

#### 英格蘭地方政府委員會、大倫敦
《1958年地方政府法案》設立了英格蘭地方政府委員會，負責編定英格蘭行政區劃的改革報告。貝德福德郡屬於「東米德蘭茲主審查區」（East Midlands General Review Area）之一。委員會建議把盧頓升格為郡自治市鎮，但不建議附近的鄧斯特布爾納入盧頓一部分。依英格蘭地方政府委員會的建議，盧頓在1964年升為郡自治市鎮（有獨立的自治市鎮議會，不受貝德福德郡議會管轄）。
《1963年倫敦政府法案》在1965年4月1日生效，盧頓東鄰的赫特福德郡轉移了部分土地予大倫敦。但盧頓和赫特福德郡的共有郡界沒有變動。
|  | 1965－1974年的英格蘭的郡、郡自治市鎮： 貝德福德郡編號28， 東北鄰亨廷登-彼得伯勒郡（編號21）， 東鄰劍橋郡-伊利島（編號22）， 東南鄰赫特福德郡（編號27）， 西南鄰白金漢郡（編號29）， 西北鄰北安普敦郡（編號20）， 南邊的小圓框是盧頓郡自治市鎮。 |

#### 雷德克利夫-莫德報告
1969年，約翰·雷德克利夫-莫德主編、皇家委員會出版的《雷德克利夫-莫德報告》建議貝德福德郡與白金漢郡、赫特福德郡重組，其中與盧頓相關的有：建議貝德福德郡南部的盧頓、南貝德福德郡與赫特福德郡西南部的代科勒姆（不包括特靈）、聖奧爾本斯、沃特福德、三河、赫茨米爾（不包括波特斯巴）合組「盧頓-西赫特福德郡」（Luton & West Hertfordshire）。英國政府不採納這項建議。
|  | 《雷德克利夫-莫德報告》建議的英格蘭行政區劃。 「盧頓-西赫特福德郡」編號49， 東鄰「東赫特福德郡」（編號50）， 南鄰「大倫敦」（黑色圓點）， 西南鄰「雷丁-伯克郡」（編號52）， 西鄰「中白金漢郡」（編號48）， 西北「貝德福德-北白金漢郡」（編號47）。 |

### 1970－1980年代
1971年2月，英國政府推出英格蘭行政區劃改革的白皮書《英格蘭地方政府：政府對於改組的建議》（Local Government in England: Government Proposals for Reorganisation），諮詢公眾意見。隨後，英國政府遞交正式的法案《1972年地方政府法案》交予英國國會審議並獲通過，在1974年4月1日生效：所有郡自治市鎮（包括盧頓）被廢除；貝德福德郡的8個鎮區合併成4個非都市區，其一是「盧頓」（另外3個是中貝德福德郡、南貝德福德郡、貝德福德區）。
1974年，多個區（district）級地方政府自治體獲英國樞密院頒發皇家特許狀（royal charter），擁有「自治市鎮」（borough）的榮譽頭銜。當時貝德福德郡的4個非都市區，只有盧頓在1974年獲自治市鎮地位。

### 1990年代
《1992年地方政府法案》設立的英格蘭地方政府委員會在1992－2002年編寫改革英格蘭行政區劃的報告。1994年10月，委員會出版《貝德福德郡未來地方政府的最終建議》（Final Recommendations for the Future Local Government of Bedfordshire），建議廢除貝德福德郡議會，盧頓由非都市區升格為單一管理區。英國政府採納建議。《1995年貝德福德郡（盧頓自治市鎮）（結構變化）法令》（The Bedfordshire (Borough of Luton) (Structural Change) Order 1995）在1997年4月1日生效，盧頓正式升格。

#### 從屬
每一個名譽郡都有一個代表英國皇室但沒有實權的郡尉（Lord Lieutenant）常駐，名譽的貝德福德郡包含盧頓在內。非都市郡與單一管理區沒有從屬關係，盧頓已脫離非都市的貝德福德郡，行政上與任何英格蘭的郡也互不相干。貝德福德郡實際管轄3個非都市區。

### 2000年代－
2009年4月1日，2009年英格蘭地方政府結構變化正式實施，7個英格蘭的郡改革行政區劃，產生9個新的單一管理區。與盧頓相鄰的中貝德福德郡（Mid Bedfordshire，非都市區）與南貝德福德郡（South Bedfordshire，非都市區）合併成新的單一管理區「中貝德福德郡」（Central Bedfordshire，譯名與「Mid Bedfordshire」的相同，但實為不同的地方政府）。
|  | 貝德福德郡（2009年4月－）包含的單一管理區： 1. 貝德福德 2. 中貝德福德郡（Central Bedfordshire） 3. 盧頓 |

## 政治
2005年5月5日舉行2005年英國大選後，凱爾文·霍普金斯（Kelvin Hopkins）、瑪格麗特·莫蘭（Margaret Moran）分別當選為盧頓議員，兩人同屬工黨。
貝德福德郡內的4個非都市區被劃分為6個英國國會選區。選區分為集中於市區的自治市鎮選區（borough constituency，簡稱：BC）和集中於郊區的郡選區（county constituency，簡稱：CC）兩種。下方兩圖比較，可見得盧頓的範圍分佈於2個自治市鎮選區內：中貝德福德郡（Luton North）、東北貝德福德郡（Luton South）。
| 選區                                                                                            | 非都市區                                                                |
| ----------------------------------------------------------------------------------------------- | ----------------------------------------------------------------------- |
| 1. 貝德福德BC 2. 盧頓北BC 3. 盧頓南BC 4. 中貝德福德郡CC 5. 東北貝德福德郡CC 6. 西南貝德福德郡CC | 1. 貝德福德 2. 中貝德福德郡 3. 南貝德福德郡 4. 盧頓（同時是單一管理區） |

## 人口、面積
在英國裡，盧頓是民族多樣性第4高的地方（倫敦第1，斯勞第2，萊斯特第3），指數達0.56（最高為「1」）。
關於貝德福德郡各次級行政區的人口、面積、人口密度比較表，見貝德福德郡#行政區劃。

## 城鎮
名譽的貝德福德郡沒有城市（City），但有17個鎮（Town）。雖然盧頓同時擁有單一管理區、自治市鎮、非都市區共3個二級行政區─區級地位，但自己本身就是一個鎮。以下1個鎮按人口多寡編號（在17個鎮裡的排名），在下圖中代表她在貝德福德郡的位置。
| 排名 | 地名 | 人口    |
| ---- | ---- | ------- |
| 1    | 盧頓 | 202,500 |

- 灰色　　（■）：市區
- 奶黃色　（■）：郊區
- 淺藍色　（■）：水體
- 靛色長條（■）：公路

## 地理
| 鲁顿南部五英里的Rothamsted气象站 | 鲁顿南部五英里的Rothamsted气象站 | 鲁顿南部五英里的Rothamsted气象站 | 鲁顿南部五英里的Rothamsted气象站 | 鲁顿南部五英里的Rothamsted气象站 | 鲁顿南部五英里的Rothamsted气象站 | 鲁顿南部五英里的Rothamsted气象站 | 鲁顿南部五英里的Rothamsted气象站 | 鲁顿南部五英里的Rothamsted气象站 | 鲁顿南部五英里的Rothamsted气象站 | 鲁顿南部五英里的Rothamsted气象站 | 鲁顿南部五英里的Rothamsted气象站 | 鲁顿南部五英里的Rothamsted气象站 | 鲁顿南部五英里的Rothamsted气象站 |
| 月份                             | 1月                              | 2月                              | 3月                              | 4月                              | 5月                              | 6月                              | 7月                              | 8月                              | 9月                              | 10月                             | 11月                             | 12月                             | 全年                             |
| -------------------------------- | -------------------------------- | -------------------------------- | -------------------------------- | -------------------------------- | -------------------------------- | -------------------------------- | -------------------------------- | -------------------------------- | -------------------------------- | -------------------------------- | -------------------------------- | -------------------------------- | -------------------------------- |
| 平均高温 °C（°F）                | 6.3 (43.3)                       | 6.7 (44.1)                       | 9.5 (49.1)                       | 11.9 (53.4)                      | 15.7 (60.3)                      | 18.6 (65.5)                      | 21.4 (70.5)                      | 21.4 (70.5)                      | 18.0 (64.4)                      | 13.8 (56.8)                      | 9.4 (48.9)                       | 7.2 (45.0)                       | 13.4 (56.1)                      |
| 平均低温 °C（°F）                | 0.9 (33.6)                       | 0.7 (33.3)                       | 2.3 (36.1)                       | 3.6 (38.5)                       | 6.3 (43.3)                       | 9.2 (48.6)                       | 11.4 (52.5)                      | 11.4 (52.5)                      | 9.5 (49.1)                       | 6.7 (44.1)                       | 3.3 (37.9)                       | 1.9 (35.4)                       | 5.6 (42.1)                       |
| 平均降水量 mm（）                | 69.5 (2.74)                      | 47.3 (1.86)                      | 54.0 (2.13)                      | 53.1 (2.09)                      | 49.8 (1.96)                      | 60.4 (2.38)                      | 41.2 (1.62)                      | 53.6 (2.11)                      | 60.9 (2.40)                      | 74.4 (2.93)                      | 66.0 (2.60)                      | 67.6 (2.66)                      | 697.8 (27.47)                    |
| 月均日照時數                     | 55.2                             | 70.6                             | 107.3                            | 146.7                            | 194.7                            | 190.2                            | 203.4                            | 196.5                            | 142.2                            | 112.2                            | 70.2                             | 48.1                             | 1,537.2                          |
| 来源：Met Office                 |                                  |                                  |                                  |                                  |                                  |                                  |                                  |                                  |                                  |                                  |                                  |                                  |                                  |

## 圖片集

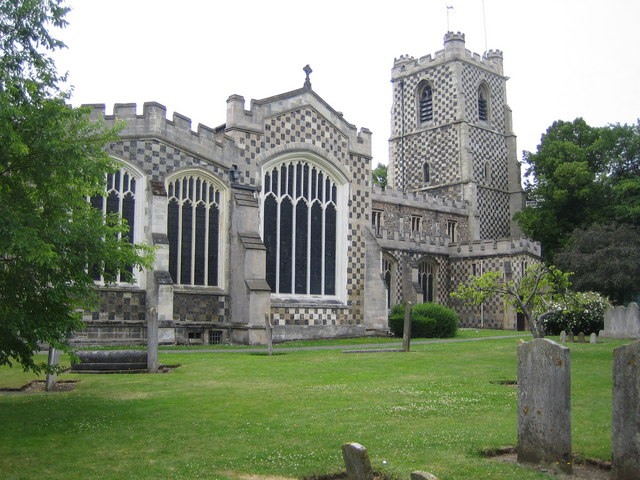
聖瑪麗的教堂
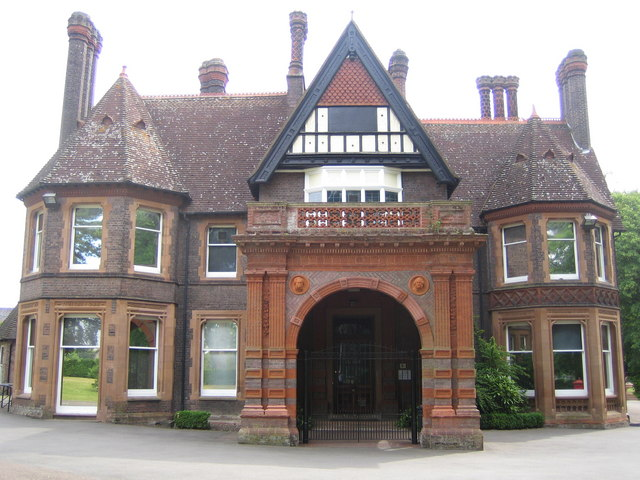
盧頓博物館和美術館
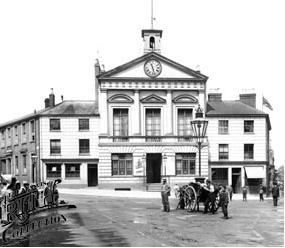
最初的盧頓市政府大樓
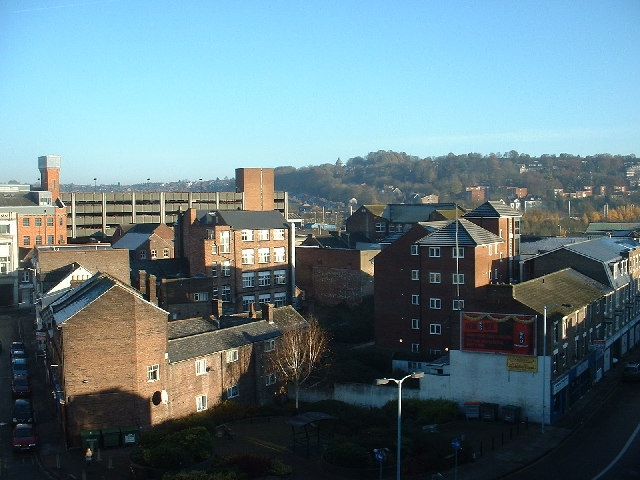
盧頓市中心
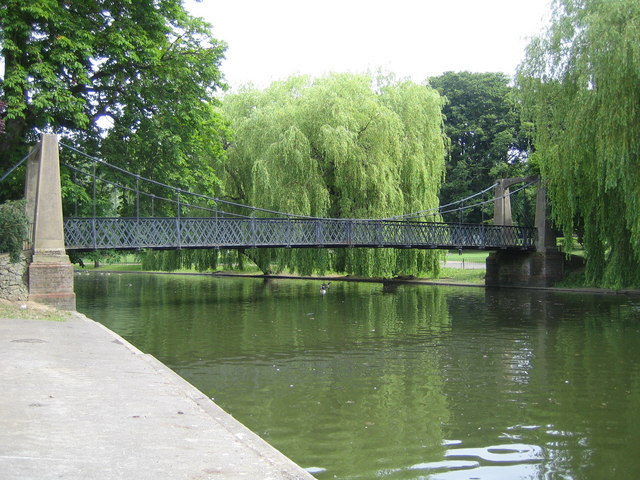
沃唐公園（Wardown Park）利河上的懸索橋

## 外部連結
- （英文）盧頓市政府（页面存档备份，存于）

51°54′N 0°26′W / 51.900°N 0.433°W